# Отово
Отово (пол. Otowo) — село в Польщі, у гміні Тарново-Подґурне Познанського повіту Великопольського воєводства.
У 1975-1998 роках село належало до Познанського воєводства.